# Martin Dempsey
Pour les articles homonymes, voir Dempsey.
Martin Dempsey, né le 14 mars 1952 à Goshen (État de New York), est un général américain. Il est le 18e chef d'État-Major des armées des États-Unis, en fonction du 1er octobre 2011 au 25 septembre 2015. Il est à ce poste le plus haut gradé de l'armée américaine.
Il est auparavant, du 11 avril 2011 au 7 septembre 2011, chef d'état-major de l'armée de terre des États-Unis, après avoir assuré les fonctions de commandant général de la force multinationale de sécurité en Irak (d'août 2005 à août 2007), de commandant adjoint (d'août 2007 à mars 2008), puis commandant (du 24 mars 2008 au 30 octobre 2008) du United States Central Command (CENTCOM), ainsi que de général commandant du United States Army Training and Doctrine Command (TRADOC, du 8 décembre 2008 au 11 avril 2011).

## Biographie
Martin Dempsey fait ses études au lycée catholique John S. Burke de Goshen, puis, en 1974, à West Point où il fait ses classes militaires et devient officier. En tant qu'officier subalterne, il sert au premier escadron du 2e régiment de cavalerie. Il intègre ensuite, comme officier supérieur, la troisième brigade de la troisième division blindée durant l'opération Tempête du désert, en Irak, avant, de 1992 à 1995, de diriger à Fribourg, en Allemagne, le 4e bataillon du 67e régiment de la première division blindée.
En juin 2003, devenu général de brigade, Martin Dempsey assure le commandement complet de la première division blindée. Il succède ainsi au lieutenant-général Ricardo Sanchez, promu commandant du 5e corps d'armée américain. Dempsey assure ce commandement jusqu'en juillet 2005, avec notamment 13 mois en Irak, de juin 2003 à juillet 2004. Pendant qu'elle est ainsi en Irak, la première division blindée, qu'il commande donc, comprend, en plus de ses propres brigades, le 2e régiment de cavalerie et une brigade de la 82e division aéroportée. Ce commandement, nommé « Task force Iron », en référence au surnom de la division, « Old Ironsides », est, en quantité, le plus important de l'histoire de l'armée des États-Unis.
Par la suite, devenu major-général, Dempsey et son commandement assurent la responsabilité des opérations en cours à Bagdad, la capitale irakienne, devant faire face à la mise en place et au développement de la guérilla insurrectionnelle. Dempsey est alors ainsi décrit par Thomas E. Ricks dans son ouvrage consacré à la guerre en Irak et intitulé Fiasco : « dans la capitale-même, la première division blindée, après que Sanchez est parti assurer le contrôle du 5e corps d'armée américain, est dirigée par Martin E. Dempsey, généralement considéré comme ayant fait un bon travail malgré l'héritage d'une situation difficile, et ce alors que Bagdad suscite toutes les attentions ».

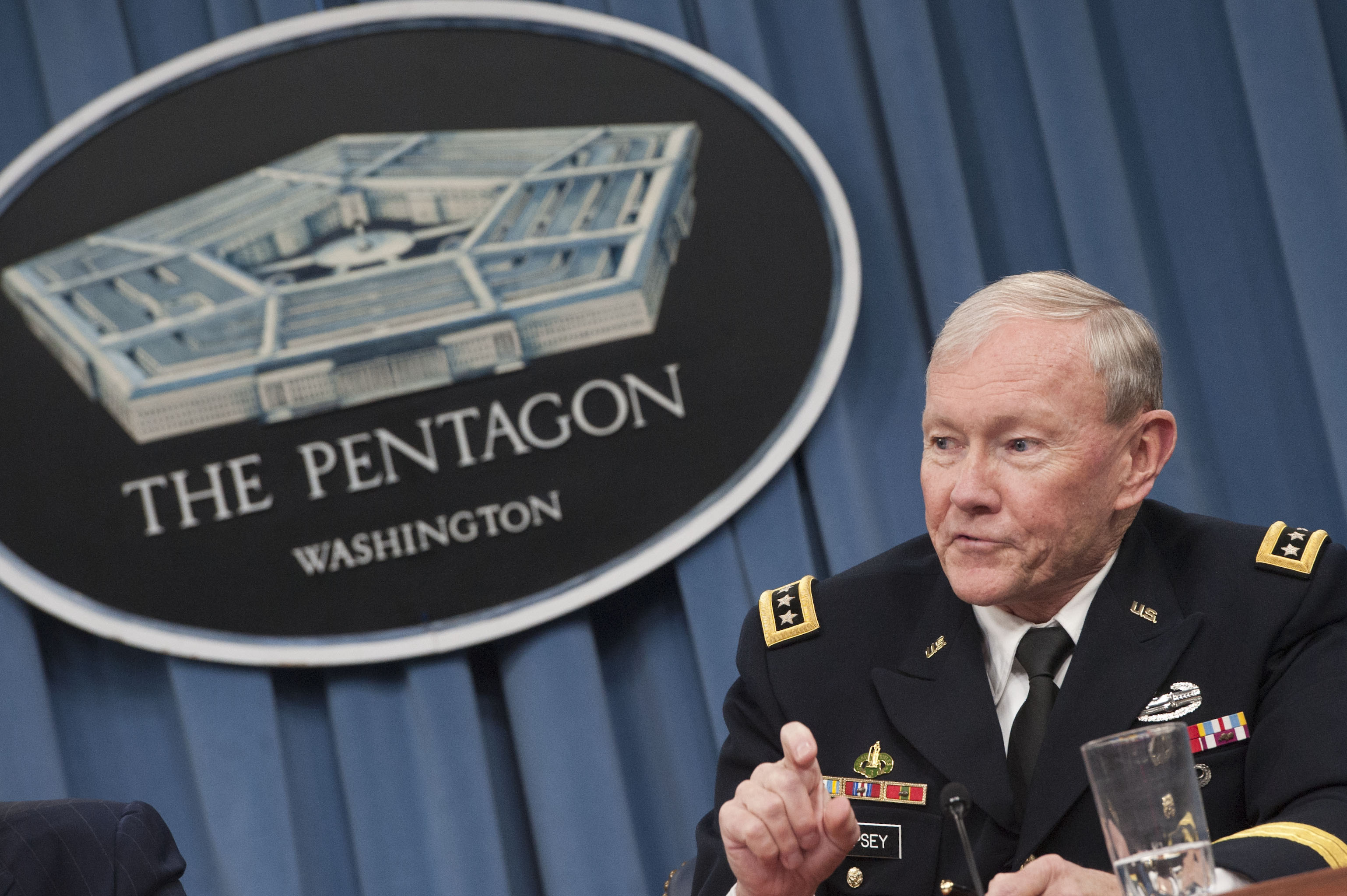
Dempsey au Pentagone en 2013.

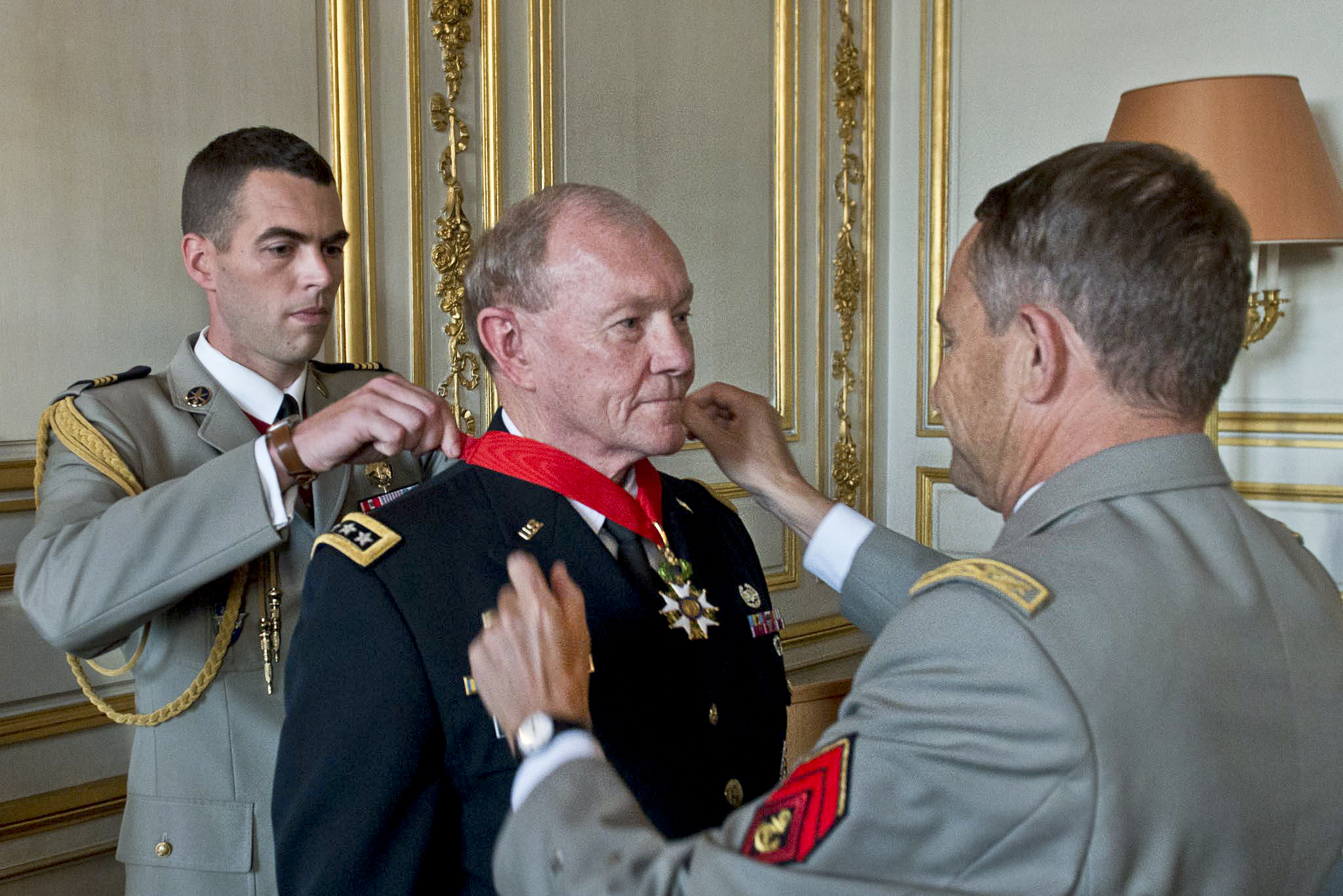
Martin Dempsey décoré des insignes de Commandeur de la Légion d'honneur par le général Pierre de Villiers (Paris, 2014).

Le 27 mars 2007, Martin Dempsey est promu commandant de la force multinationale de transition en Irak, au grade de lieutenant général, commandant adjoint du United States Central Command (CENTCOM). Le 5 février 2008, il est nommé à la tête de la 7e armée américaine — mais n'aura pas le temps de prendre ses fonctions — sise en Europe, tandis que le Sénat valide son passage au grade de général quatre étoiles.
Le 11 mars 2008, l'amiral William J. Fallon (en), commandant en chef du CENTCOM, prend sa retraite. Le secrétaire à la Défense Robert Gates en prend acte le 31 mars suivant, nommant Martin Dempsey pour succéder à Fallon. Cette décision s'effectue alors que le Sénat vient à peine de confirmer, le 13 mars 2008, la nomination de Dempsey à la tête de la 7e armée. Finalement, celui-ci n'aura jamais l'occasion d'exercer ces fonctions, prenant immédiatement le commandement du CENTCOM en remplacement de l'amiral Fallon. La 7e échoue finalement entre les mains du général Carter Ham.
Le 8 décembre 2008, Dempsey prend le commandement du United States Army Training and Doctrine Command (TRADOC). Le 6 janvier 2011, le secrétaire à la Défense Robert Gates annonce qu'il entend nommer le général Dempsey chef d'état-major de l'armée de terre des États-Unis, en succession du général George Casey, une décision confirmée par le président Barack Obama le 8 février 2011. Dempsey doit alors prêter serment devant le Sénat, ce qui est fait le 3 mars 2011. Le Sénat entérine la nomination de Dempsey le 16 mars 2011.
Lorsque l'amiral Michael Mullen, alors chef d'État-Major des armées des États-Unis, annonce début 2011 prendre sa retraite en septembre suivant, le président Obama entreprend de sélectionner un remplaçant. L'adjoint de Mullen, James Cartwright, est initialement pressenti, mais le secrétariat à la Défense émet un avis négatif. Finalement, le 26 mai 2011, Barack Obama nomme le général Dempsey pour succéder à Mullen au poste suprême de l'armée américaine. Il devient officiellement, en prenant ses fonctions, le 18e chef d'État-Major des armées des États-Unis le 1er octobre 2011.
Début mars 2015, s'exprimant au sujet de la guerre du Donbass, alors que François Hollande et Angela Merkel viennent de signer à Minsk, en présence de Petro Porochenko et Vladimir Poutine, un accord de cessez-le-feu prévoyant l'arrêt des combats et la reconnaissance par Kiev d'un statut particulier au Donbass, il appelle Washington à armer l'Ukraine dans sa bataille contre les forces pro-russes, précisant vouloir le faire par le biais de l'OTAN.
Le 25 septembre 2015, il est remplacé au poste de chef d'État-Major par le général Joseph Dunford. Il prend par la même occasion sa retraite militaire.

## Cursus académique
- 1974 : Baccalauréat en sciences, Académie militaire de West Point
- 1984 : Maîtrise universitaire ès lettres en langue anglaise, Université Duke, Durham
- 1988 : Maîtrise en sciences militaires, Command and General Staff College (CGSC)
- 1995 : Maîtrise en sécurité nationale et études stratégiques, National War College

## Grades
- 1974 : classes à l'Académie militaire de West Point
- 5 juin 1974 : second lieutenant
- 5 juin 1976 : premier lieutenant
- 8 août 1978 : capitaine
- 1er septembre 1985 : major
- 1er avril 1991 : lieutenant-colonel
- 1er septembre 1995 : colonel
- 1er août 2001 : brigadier général
- 1er septembre 2004 : major général
- 8 septembre 2005 : lieutenant général
- 8 décembre 2008 : général